# Staatliches Aufbaugymnasium Alzey
Das Staatliche Aufbaugymnasium Alzey befindet sich in der Kreisstadt Alzey im Landkreis Alzey-Worms in Rheinhessen im südöstlichen Rheinland-Pfalz. Das Aufbaugymnasium  ermöglicht Schülern aus  Deutschland den Erwerb des Abiturs. Die Voraussetzung ist der Abschluss der 10. Klasse (Sekundarstufe I), der auch auf der Schule selbst erworben werden kann.

## Geschichte
Am 3. November 1880 wurde die Schule unter dem Namen „Großherzogliches Hessisches Lehrerseminar“ für die linksrheinische Provinz Rheinhessen gegründet, da dort durch das Bevölkerungswachstum die Schülerzahlen stiegen und mehr Lehrer benötigt wurden. Die Standortwahl fiel auf die Kantonsstadt Alzey, weil viele der Seminaristen an den beiden rechtsrheinischen Lehrerseminaren in Friedberg und Bensheim aus Rheinhessen kamen, Alzey etwa in der Mitte Rheinhessens liegt, schon damals gut an das Eisenbahnnetz angebunden war und die Stadt selbst bereit war, sich mit 40.000,00 Mark an den Baukosten zu beteiligen. Zunächst konnten Volksschüler nach Vollendung des 14. Lebensjahres eine 2-jährige Präparandenanstalt besuchen, danach schloss sich das dreiklassige Seminar an; später entfiel die Präparandenphase und verschmolz mit der Seminarzeit, die dann sechs Jahre dauerte. Der erste Seminardirektor war Heinrich Eisenhuth, der sein Amt am 15. August 1880 angetreten hatte.
Ab 1921 wurde die Schule zur „Hessischen Aufbauschule“, auf der Schüler die Möglichkeit hatten, ihr Abitur zu erlangen. Der erste Schulleiter war   Karl Frenzel, dem 1925   Albert Streuber folgte. Aufgrund des zu hohen Schulgeldes kamen im Jahr 1933 zu wenige Anmeldungen zustande, weswegen die Schule geschlossen wurde.
In der NS-Zeit wurde die Schule zweckentfremdet und verschiedene Organisationen wie zum Beispiel die SA ließen sich in der Schule nieder. Ein Teil der Schule wurde im Jahre 1938 als „Oberschule für Jungen in Aufbauform“ wiedereröffnet. Während des Krieges gab es immer wieder Unterbrechungen des Schulbetriebs unter anderem, da das Papier knapp geworden war oder keine Schulbücher mehr gedruckt worden sind. Erster Schulleiter der Oberschule war Ludwig Ebert.
Nach dem Zweiten Weltkrieg wurde das Schulgebäude durch US-amerikanische Soldaten besetzt. Sie nutzten die Schule als Kaserne. Nach dem Wechsel der Besatzungsmacht wurde ein Antrag auf Wiederbeginn des Schulbetriebs bei der französischen Administration gestellt. Als die Gebäude wieder benutzbar waren, wurde der Schulbetrieb am 20. Oktober 1947 unter dem Namen „Ecole Normale du Premier Cycle“ wiederaufgenommen. 1953 erhielt die Schule den Namen „Staatliche Pestalozzi-Aufbauschule“. Am 1. Oktober 1956 bekam die Schule den Namen „Staatliches Aufbaugymnasium“, welcher heute noch gültig ist. 1973 führte die Schule das MSS-System ein.
Zwischen 1979 und 1981 wurde unter der Turnhalle der Ausweichsitz der Landesregierung Rheinland-Pfalz gebaut und wurde bis 1992 in Betrieb gehalten. Seit 2011 kann dieser Bunker besichtigt werden.
Im Jahr 2010 wurde dann das „Landeskunstgymnasium Rheinland-Pfalz“ in Alzey gegründet, welches Teil der Schule ist.

## Liste der Schulleiter
Name – Amtszeit
- Heinrich Eisenhuth: 1880–1892
- Ernst Scheuermann: 1892–1902
- Karl Karg: 1902–1914
- Karl Frenzel: 1914–1925
- Albert Streuber: 1925–1933
- Ludwig Ebert: 1939–1941
- Johannes Bentz: 1941–1945
- Werner Meyer: 1947–1954
- Karl Roller: 1954–1964
- Hans Meyer-Schwarzenberger: 1964–1978
- Karl-Heinz Wahl: 1978–1982
- Walter Gauweiler: 1982–1988
- Johannes Zimmermann: 1989–1995
- Wolf-Dieter Stotz: 1996–2013
- Dagmar Ried: seit 1. August 2013

## Landeskunstgymnasium
Das „Landeskunstgymnasium Rheinland-Pfalz“ wurde 2010 gegründet und ist mit dem Aufbaugymnasium unter einem Dach. Fächer wie Religion oder Französisch werden zusammen mit den Schülern des Aufbaugymnasiums unterrichtet.

## Organisation
Das Aufbaugymnasium ist eine der wenigen Schulen, die in der Trägerschaft des Landes Rheinland-Pfalz stehen. Unterrichtet werden Jugendliche ab Klasse 10 bis zu Klasse 13. Den auswärtigen Schülern werden Plätze in einem Internat angeboten. Ein weiteres fünfstöckiges Lehrgebäude wurde 2022 eingeweiht. Der Neubau ist behindertengerecht, entspricht dem energetischen Passivhausstandard und bietet auf einer Gesamtfläche von 2.230 Quadratmetern Atelier-, Ausstellungs-, Computer-, Mal-, Unterrichts- und Werkräume sowie eine Druckwerkstatt und ein Ton- und Videostudio. Eine Erweiterung des Schulgeländes und der Bau eines weiteren Internatsgebäudes sind in Planung.

## Internat
Um Schülern aus ganz Deutschland zu ermöglichen, das Aufbaugymnasium oder das Landeskunstgymnasium zu besuchen, gibt es die Möglichkeit, ein Zimmer im Internat zu beziehen. Die Schüler sind getrennt untergebracht, die Mädchen im Schloss der Stadt Alzey, die Jungen und die volljährigen Mädchen im Internat auf dem Schulgelände. Alle Internatsschüler werden in 2-Bett-Zimmern untergebracht. Schüler der Klasse 13 können ein Zimmer für sich selbst nutzen, sofern es die Belegung zulässt. Frühstück, Mittagessen und Abendessen werden in einer schuleigenen Großküche täglich frisch zubereitet und können im Speisesaal der Schule eingenommen werden. Eine Modernisierung der bestehenden Internatsgebäude und der Bau eines weiteren Internatsgebäudes sind in Planung.